# Hypolimnas eremitana
Hypolimnas eremitana är en fjärilsart som beskrevs av Embrik Strand 1914. Hypolimnas eremitana ingår i släktet Hypolimnas och familjen praktfjärilar. Inga underarter finns listade i Catalogue of Life.